# Hendrik VI van Engeland
Hendrik VI (Windsor Castle, 6 december 1421 — Londen, 20 mei 1471) was koning van Engeland van 1422 tot 1461 en van 1470 tot 1471. Hij werd getroffen door krankzinnigheid en moest in zijn toestand rekenen op de strijdvaardigheid van zijn koningin Margaretha van Anjou. In 1453 verloor hij de Honderdjarige Oorlog tegen Frankrijk en in 1471 verloor hij het leven in de Rozenoorlogen tegen het Huis York.

## Jeugd
Hendrik was het enige kind en dus de erfgenaam van koning Hendrik V van Engeland. Zijn vader stierf toen hij nog maar enkele maanden oud was. Zijn moeder Catharina van Valois was van Franse afkomst en slechts 20 jaar oud. Vanwege haar afkomst mocht zij zich nauwelijks bemoeien met de opvoeding van haar zoon. Regenten voerden in zijn naam het bewind.
Hendrik werd op 6 november 1429, een maand voor zijn achtste verjaardag, gekroond als koning van Engeland in Westminster Abbey. Twee jaar later, op 16 december 1431, werd hij in de Notre Dame te Parijs gekroond als koning van Frankrijk. De rivaliteit tussen Engeland en Frankrijk wordt geïllustreerd door het feit dat Karel VII van Frankrijk 2,5 jaar eerder ook gekroond was tot koning van Frankrijk. Hendrik VI nam echter zelf pas de regering op zich toen hij zes jaar later, in 1437, op zijn zestiende meerderjarig werd. In het begin van zijn regeringsperiode waren de machtigste regenten zijn ooms Jan van Bedford en Humphrey van Gloucester. Jan stierf in 1435; Humphrey werd beschuldigd van verraad en overleed in 1447.

## Honderdjarige Oorlog
Als gevolg van zijn successen in de Honderdjarige Oorlog had zijn vader Hendrik V grote gebieden verworven in Frankrijk en was door het verdrag van Troyes in 1420 erfgenaam geworden van de Franse kroon, maar tijdens de regering van zijn zoon zou dit gebied volledig verloren gaan. Met de Vrede van Atrecht in 1435 verloor Hendrik zijn belangrijkste bondgenoot Filips de Goede, de hertog van Bourgondië in deze oorlog. Hendrik VI was gericht op het geestelijke en ontbeerde de politieke sluwheid om efficiënt te regeren. De Slag bij Castillon in 1453 beëindigde de oorlog. Enkel Calais bleef over.

## Huwelijk en krankzinnigheid
Zijn vrouw Margaretha van Anjou, dochter van René I van Anjou, vertrouweling van koning Karel VII van Frankrijk, met wie hij in 1445 trouwde, was politiek bekwamer. Het huwelijk was een deel van de wapenstilstand van het verdrag van Tours met Karel VII. Toen hun eerste en enige kind Eduard in oktober 1453 werd geboren, vertoonde de koning al de eerste tekenen van krankzinnigheid. In augustus 1453 verviel Hendrik in een staat van volstrekte lethargie en bleef hij vijftien maanden lang in een verlammende, lege en catatonische krankzinnigheid verkeren als in een wakend coma. Hij herkende niemand en kon niet spreken of op enigerlei manier reageren op vragen. Hij kon niet zelfstandig eten of zich wassen, omdat hij geen controle had over zijn armen en benen. Hendrik was volkomen verstomd en verstild: een koninklijk niets.

## Rozenoorlogen
Tijdens de Rozenoorlogen betwistten het Huis Lancaster en het Huis York elkaar het koningschap vanaf 1455. Op 4 maart 1461 na een hevige strijd werd Hendrik afgezet door Eduard van York, bekend als koning Eduard IV van Engeland. Koningin Margaretha was echter vastbesloten namens haar man en haar zoon de troon te heroveren. Hiertoe sloot zij een verbond met Richard Neville, graaf van Warwick, die in onmin leefde met de nieuwe koning. Richard huwelijkte zijn dochter, Anne Neville, uit aan de zoon van Margaretha, de prins van Wales, Eduard; bestreed en versloeg Eduard van York en herstelde het koningschap van Hendrik VI op 30 oktober 1470. Dit duurde echter niet lang. Eduard IV zocht steun bij zijn Bourgondische bondgenoot, hertog Karel de Stoute en viel Engeland binnen. Warwick werd gedood op 14 april 1471 in de slag van Barnet. Op 4 mei 1471 werd Hendriks zoon, Eduard, gedood in de slag van Tewkesbury. En ook omstreeks mei 1471 werd Hendrik VI gevangengezet in de Tower of London, waar hij waarschijnlijk werd vermoord. Richard, hertog van Gloucester, de latere koning Richard III, wordt weleens genoemd als dader, maar dit wordt onwaarschijnlijk geacht. Hendrik werd begraven in Chertsey Abbey. Later werd zijn lichaam overgebracht naar Windsor Castle en vervolgens naar Westminster Abbey. Eduard IV volgde hem op.

## Kwartierstaat (voorouders)
| Jan van Gent (1340-1399) | Jan van Gent (1340-1399) | Jan van Gent (1340-1399) | Jan van Gent (1340-1399) | Jan van Gent (1340-1399)            | Jan van Gent (1340-1399)            | Blanche van Lancaster (1345-1369)   | Blanche van Lancaster (1345-1369)   | Blanche van Lancaster (1345-1369)   | Blanche van Lancaster (1345-1369)   | Blanche van Lancaster (1345-1369)  | Blanche van Lancaster (1345-1369)  |                                    |                                    | Humphrey de Bohun (1342-1373)      | Humphrey de Bohun (1342-1373)      | Humphrey de Bohun (1342-1373)      | Humphrey de Bohun (1342-1373)      | Humphrey de Bohun (1342-1373)      | Humphrey de Bohun (1342-1373)      | Joan Fitzalan (1347-1419)          | Joan Fitzalan (1347-1419)          | Joan Fitzalan (1347-1419) | Joan Fitzalan (1347-1419) | Joan Fitzalan (1347-1419)           | Joan Fitzalan (1347-1419) |  |  | Karel V van Frankrijk (1337-1380) | Karel V van Frankrijk (1337-1380) | Karel V van Frankrijk (1337-1380) | Karel V van Frankrijk (1337-1380) | Karel V van Frankrijk (1337-1380)  | Karel V van Frankrijk (1337-1380)  | Johanna van Bourbon (1338-1378)    | Johanna van Bourbon (1338-1378)    | Johanna van Bourbon (1338-1378)    | Johanna van Bourbon (1338-1378)    | Johanna van Bourbon (1338-1378)  | Johanna van Bourbon (1338-1378)  |                                  |                                  | Stefanus III van Beieren (ca. 1337-1413) | Stefanus III van Beieren (ca. 1337-1413) | Stefanus III van Beieren (ca. 1337-1413) | Stefanus III van Beieren (ca. 1337-1413) | Stefanus III van Beieren (ca. 1337-1413) | Stefanus III van Beieren (ca. 1337-1413) | Taddea Visconti (1352-1381)      | Taddea Visconti (1352-1381)      | Taddea Visconti (1352-1381) | Taddea Visconti (1352-1381) | Taddea Visconti (1352-1381) | Taddea Visconti (1352-1381) |  |  |  |  |  |  |  |  |  |  |  |  |  |  |  |  |  |  |  |  |  |  |  |  |  |  |  |  |  |  |  |  |  |  |  |  |  |  |  |  |  |  |  |  |  |  |  |  |
| Jan van Gent (1340-1399) | Jan van Gent (1340-1399) | Jan van Gent (1340-1399) | Jan van Gent (1340-1399) | Jan van Gent (1340-1399)            | Jan van Gent (1340-1399)            | Blanche van Lancaster (1345-1369)   | Blanche van Lancaster (1345-1369)   | Blanche van Lancaster (1345-1369)   | Blanche van Lancaster (1345-1369)   | Blanche van Lancaster (1345-1369)  | Blanche van Lancaster (1345-1369)  |                                    |                                    | Humphrey de Bohun (1342-1373)      | Humphrey de Bohun (1342-1373)      | Humphrey de Bohun (1342-1373)      | Humphrey de Bohun (1342-1373)      | Humphrey de Bohun (1342-1373)      | Humphrey de Bohun (1342-1373)      | Joan Fitzalan (1347-1419)          | Joan Fitzalan (1347-1419)          | Joan Fitzalan (1347-1419) | Joan Fitzalan (1347-1419) | Joan Fitzalan (1347-1419)           | Joan Fitzalan (1347-1419) |  |  | Karel V van Frankrijk (1337-1380) | Karel V van Frankrijk (1337-1380) | Karel V van Frankrijk (1337-1380) | Karel V van Frankrijk (1337-1380) | Karel V van Frankrijk (1337-1380)  | Karel V van Frankrijk (1337-1380)  | Johanna van Bourbon (1338-1378)    | Johanna van Bourbon (1338-1378)    | Johanna van Bourbon (1338-1378)    | Johanna van Bourbon (1338-1378)    | Johanna van Bourbon (1338-1378)  | Johanna van Bourbon (1338-1378)  |                                  |                                  | Stefanus III van Beieren (ca. 1337-1413) | Stefanus III van Beieren (ca. 1337-1413) | Stefanus III van Beieren (ca. 1337-1413) | Stefanus III van Beieren (ca. 1337-1413) | Stefanus III van Beieren (ca. 1337-1413) | Stefanus III van Beieren (ca. 1337-1413) | Taddea Visconti (1352-1381)      | Taddea Visconti (1352-1381)      | Taddea Visconti (1352-1381) | Taddea Visconti (1352-1381) | Taddea Visconti (1352-1381) | Taddea Visconti (1352-1381) |  |  |  |  |  |  |  |  |  |  |  |  |  |  |  |  |  |  |  |  |  |  |  |  |  |  |  |  |  |  |  |  |  |  |  |  |  |  |  |  |  |  |  |  |  |  |  |  |
|                          |                          |                          |                          |                                     |                                     |                                     |                                     |                                     |                                     |                                    |                                    |                                    |                                    |                                    |                                    |                                    |                                    |                                    |                                    |                                    |                                    |                           |                           |                                     |                           |  |  |                                   |                                   |                                   |                                   |                                    |                                    |                                    |                                    |                                    |                                    |                                  |                                  |                                  |                                  |                                          |                                          |                                          |                                          |                                          |                                          |                                  |                                  |                             |                             |                             |                             |  |  |  |  |  |  |  |  |  |  |  |  |  |  |  |  |  |  |  |  |  |  |  |  |  |  |  |  |  |  |  |  |  |  |  |  |  |  |  |  |  |  |  |  |  |  |  |  |
|                          |                          |                          |                          | Hendrik IV van Engeland (1367-1413) | Hendrik IV van Engeland (1367-1413) | Hendrik IV van Engeland (1367-1413) | Hendrik IV van Engeland (1367-1413) | Hendrik IV van Engeland (1367-1413) | Hendrik IV van Engeland (1367-1413) |                                    |                                    |                                    |                                    |                                    |                                    | Mary de Bohun (ca. 1369/1370-1394) | Mary de Bohun (ca. 1369/1370-1394) | Mary de Bohun (ca. 1369/1370-1394) | Mary de Bohun (ca. 1369/1370-1394) | Mary de Bohun (ca. 1369/1370-1394) | Mary de Bohun (ca. 1369/1370-1394) |                           |                           |                                     |                           |  |  |                                   |                                   |                                   |                                   | Karel VI van Frankrijk (1368-1422) | Karel VI van Frankrijk (1368-1422) | Karel VI van Frankrijk (1368-1422) | Karel VI van Frankrijk (1368-1422) | Karel VI van Frankrijk (1368-1422) | Karel VI van Frankrijk (1368-1422) |                                  |                                  |                                  |                                  |                                          |                                          | Isabella van Beieren (1371-1435)         | Isabella van Beieren (1371-1435)         | Isabella van Beieren (1371-1435)         | Isabella van Beieren (1371-1435)         | Isabella van Beieren (1371-1435) | Isabella van Beieren (1371-1435) |                             |                             |                             |                             |  |  |  |  |  |  |  |  |  |  |  |  |  |  |  |  |  |  |  |  |  |  |  |  |  |  |  |  |  |  |  |  |  |  |  |  |  |  |  |  |  |  |  |  |  |  |  |  |
|                          |                          |                          |                          | Hendrik IV van Engeland (1367-1413) | Hendrik IV van Engeland (1367-1413) | Hendrik IV van Engeland (1367-1413) | Hendrik IV van Engeland (1367-1413) | Hendrik IV van Engeland (1367-1413) | Hendrik IV van Engeland (1367-1413) |                                    |                                    |                                    |                                    |                                    |                                    | Mary de Bohun (ca. 1369/1370-1394) | Mary de Bohun (ca. 1369/1370-1394) | Mary de Bohun (ca. 1369/1370-1394) | Mary de Bohun (ca. 1369/1370-1394) | Mary de Bohun (ca. 1369/1370-1394) | Mary de Bohun (ca. 1369/1370-1394) |                           |                           |                                     |                           |  |  |                                   |                                   |                                   |                                   | Karel VI van Frankrijk (1368-1422) | Karel VI van Frankrijk (1368-1422) | Karel VI van Frankrijk (1368-1422) | Karel VI van Frankrijk (1368-1422) | Karel VI van Frankrijk (1368-1422) | Karel VI van Frankrijk (1368-1422) |                                  |                                  |                                  |                                  |                                          |                                          | Isabella van Beieren (1371-1435)         | Isabella van Beieren (1371-1435)         | Isabella van Beieren (1371-1435)         | Isabella van Beieren (1371-1435)         | Isabella van Beieren (1371-1435) | Isabella van Beieren (1371-1435) |                             |                             |                             |                             |  |  |  |  |  |  |  |  |  |  |  |  |  |  |  |  |  |  |  |  |  |  |  |  |  |  |  |  |  |  |  |  |  |  |  |  |  |  |  |  |  |  |  |  |  |  |  |  |
|                          |                          |                          |                          |                                     |                                     |                                     |                                     |                                     |                                     | Hendrik V van Engeland (1387-1422) | Hendrik V van Engeland (1387-1422) | Hendrik V van Engeland (1387-1422) | Hendrik V van Engeland (1387-1422) | Hendrik V van Engeland (1387-1422) | Hendrik V van Engeland (1387-1422) |                                    |                                    |                                    |                                    |                                    |                                    |                           |                           |                                     |                           |  |  |                                   |                                   |                                   |                                   |                                    |                                    |                                    |                                    |                                    |                                    | Catharina van Valois (1401-1437) | Catharina van Valois (1401-1437) | Catharina van Valois (1401-1437) | Catharina van Valois (1401-1437) | Catharina van Valois (1401-1437)         | Catharina van Valois (1401-1437)         |                                          |                                          |                                          |                                          |                                  |                                  |                             |                             |                             |                             |  |  |  |  |  |  |  |  |  |  |  |  |  |  |  |  |  |  |  |  |  |  |  |  |  |  |  |  |  |  |  |  |  |  |  |  |  |  |  |  |  |  |  |  |  |  |  |  |
|                          |                          |                          |                          |                                     |                                     |                                     |                                     |                                     |                                     | Hendrik V van Engeland (1387-1422) | Hendrik V van Engeland (1387-1422) | Hendrik V van Engeland (1387-1422) | Hendrik V van Engeland (1387-1422) | Hendrik V van Engeland (1387-1422) | Hendrik V van Engeland (1387-1422) |                                    |                                    |                                    |                                    |                                    |                                    |                           |                           |                                     |                           |  |  |                                   |                                   |                                   |                                   |                                    |                                    |                                    |                                    |                                    |                                    | Catharina van Valois (1401-1437) | Catharina van Valois (1401-1437) | Catharina van Valois (1401-1437) | Catharina van Valois (1401-1437) | Catharina van Valois (1401-1437)         | Catharina van Valois (1401-1437)         |                                          |                                          |                                          |                                          |                                  |                                  |                             |                             |                             |                             |  |  |  |  |  |  |  |  |  |  |  |  |  |  |  |  |  |  |  |  |  |  |  |  |  |  |  |  |  |  |  |  |  |  |  |  |  |  |  |  |  |  |  |  |  |  |  |  |
|                          |                          |                          |                          |                                     |                                     |                                     |                                     |                                     |                                     |                                    |                                    |                                    |                                    |                                    |                                    |                                    |                                    |                                    |                                    |                                    |                                    |                           |                           | Hendrik VI van Engeland (1421-1471) |                           |  |  |                                   |                                   |                                   |                                   |                                    |                                    |                                    |                                    |                                    |                                    |                                  |                                  |                                  |                                  |                                          |                                          |                                          |                                          |                                          |                                          |                                  |                                  |                             |                             |                             |                             |  |  |  |  |  |  |  |  |  |  |  |  |  |  |  |  |  |  |  |  |  |  |  |  |  |  |  |  |  |  |  |  |  |  |  |  |  |  |  |  |  |  |  |  |  |  |  |  |

## Nalatenschap
Hendrik VI heeft veel betekend voor het Engelse onderwijs. Hij was de stichter van:
- All Souls College, Oxford (1438)
- Eton College (1440)
- King's College, Cambridge (1441)

## Hendrik VI in de literatuur
William Shakespeare schreef een cyclus van vier koningsdrama's gebaseerd op het leven Hendrik VI, waar vaak aan wordt gerefereerd als 'The First Tetralogy' met King Henry VI part 1, part 2, part 3 en King Richard III. Henry VI Part 1 is waarschijnlijk een van Shakespeares vroegste stukken, hoewel sommige wetenschappers ervan overtuigd zijn dat dit deel niet door Shakespeare alleen is geschreven.
Georgiana Fullerton schreef de roman A Stormy Life (1867) over het huwelijk van Hendrik VI met Margaretha van Anjou.
- Biblioteca Nacional de España: XX1798972
- Bibliothèque nationale de France: cb13182404c (data)
- Gemeinsame Normdatei: 118548190
- International Standard Name Identifier: 0000 0000 7100 6013
- Library of Congress Control Number: n80057239
- Nationale Bibliotheek van Letland: 000237258
- MusicBrainz: d503e591-640d-4efc-9844-eaa00ef683c7
- Nationale Bibliotheek van Tsjechië: jx20090904004
- Nationale Bibliotheek van Israël: 987007273068805171
- Nationale Bibliotheek van Polen: a0000003616846
- Nederlandse Thesaurus van Auteursnamen: 070549168
- Istituto Centrale per il Catalogo Unico: PUVV239447
- LIBRIS: 359988
- SNAC: w65x2vhh
- Système universitaire de documentation: 035334126
- Museum of New Zealand Te Papa Tongarewa: 70036
- Union List of Artist Names: 500271303
- Virtual International Authority File: 96926832
- WorldCat: E39PBJrKQxTMRJCVxg7K4pmDbd